# Peter van Nieuwenhuizen
Peter van Nieuwenhuizen (né le 26 octobre 1938) est un physicien néerlandais. Il est professeur distingué à l'université d'État de New York à Stony Brook. Van Nieuwenhuizen est surtout connu pour sa découverte, avec Sergio Ferrara et Daniel Freedman, de la supergravité.

## Biographie
Peter van Nieuwenhuizen étudie la physique et les mathématiques à l'université d'Utrecht, où il obtient un doctorat en 1971 sous la direction de Martinus Veltman. Après ses études à Utrecht, il rejoint le CERN à Genève, puis l'université de Paris à Orsay et l'université Brandeis (Waltham), chacun pendant deux ans.
En 1975, il rejoint l'Institut de physique théorique de Stony Brook (en), où il succède à Chen Ning Yang comme directeur de 1999 à 2002.